# Sergio Badilla Castillo
Sergio Badilla Castillo (ur. 30 listopada 1947 w Valparaíso) – poeta chilijski.
Poeta, dramaturg i eseista, prekursor transrealizmu w poezji nowoczesnej. Debiutował w 1971. Jest wykładowcą literatury i antropologii na uczelniach w Chile.
Autor tomów poezji:
- Lower from my Branch Invandrarförlaget. 1980. Borås. Sweden. (krótkie opowiadania)
- Sign’s Dwelling. Bikupa Editions. 1982. Stockholm. (poezje)
- Cantoniric. LAR Editions. 1983. Madrid. (poezje)
- Reverberations Of Aquatic Stones. Bikupa. 1985. Stockholm. (poezje)
- Terrenalis. Bikupa Editions. 1989. Stockholm. (poezje)
- Nordic Saga. Monteverdi Editions. 1996, Santiago de Chile. (poezje)
- The Fearful Gaze of the Bastard. 2003. Regional Council of Valparaiso. (poezje)
- Transrealistic Poems and Some Gospels. 2005. Aura Latina. Santiago/Stockholm. (poezje)